# Sypna bella
Sypna bella är en fjärilsart som beskrevs av George Thomas Bethune-Baker 1906. Sypna bella ingår i släktet Sypna och familjen nattflyn. Inga underarter finns listade i Catalogue of Life.